# 1376 Michelle
1376 Michelle (1935 UH) là một tiểu hành tinh vành đai chính được phát hiện ngày 29 tháng 10 năm 1935 bởi G. Reiss ở Algiers.